# Rainer Albertz
Rainer Albertz (* 2. Mai 1943 in Röstfelde/Oberschlesien) ist ein deutscher evangelischer Theologe und emeritierter Professor für Altes Testament.

## Biographie
Rainer Albertz ist der Sohn des Pfarrers, SPD-Politikers und ehemaligen Regierenden Bürgermeisters von Berlin Heinrich Albertz. Nach dem Abitur 1962 an der Lilienthal-Schule in Berlin (West) studierte er von 1962 bis 1968 Evangelische Theologie an der Kirchlichen Hochschule Berlin und der Universität Heidelberg. Hier legte er 1969 sein 1. Theologisches Examen ab.
Von 1972 bis 1977 war er Wissenschaftlicher Assistent an der Universität Heidelberg bei Claus Westermann. 1972, im Anschluss an seine Promotion zum Thema Weltschöpfung und Menschenschöpfung studierte er Assyriologie bei Karlheinz Deller. 1977 folgte die Habilitation in Heidelberg zum Thema Persönliche Frömmigkeit und offizielle Religion. Von 1977 bis 1980 arbeitete er als Privatdozent, dann von 1980 bis 1983 als Professor für Alttestamentliche Theologie einschließlich Altorientalische Religionsgeschichte in Heidelberg.
1983 wechselte er als Professor für Biblische Theologie und ihre Didaktik an die damalige Universität-Gesamthochschule Siegen, von 1995 bis zu seiner Emeritierung 2008 war er Inhaber der Professur für Altes Testament an der Westfälischen Wilhelms-Universität in Münster. Seit seinem Ausscheiden aus dem aktiven Dienst war er bis 2015 Seniorprofessor im Exzellenzcluster Religion und Politik in den Kulturen der Vormoderne und Moderne. Er war Präsident der European Association of Biblical Studies (EABS). 2021 wurde Albertz für sein Lebenswerk mit der Burkitt-Medaille für biblische Studien der British Academy ausgezeichnet.
Rainer Albertz ist verheiratet und hat eine Tochter.

## Wissenschaftliche Schwerpunkte
Schwerpunkte der wissenschaftlichen Arbeit Albertz’ sind die Religionsgeschichte Israels in ihrer altorientalischen Umwelt, Familienreligion im alten Israel und Schöpfung im Alten Testament und in der altorientalischen Umwelt. Des Weiteren beschäftigt er sich mit der Geschichte und Literaturgeschichte der Exilszeit, der Entstehung von Pentateuch und Hexateuch, der Ur- und Vätergeschichte, Elija, dem Zwölfprophetenbuch, Deuterojesaja, den Psalmen, Ijob, Daniel und der Apokalyptik. Im Zusammenhang mit der Ausarbeitung seines Exoduskommentars hat Albertz eine neue, kompositions- und redaktionsgeschichtlich orientierte Pentateuchtheorie entwickelt.

## Bibliographie (Auswahl)
- Weltschöpfung und Menschenschöpfung. Untersucht bei Deuterojesaja, Hiob und in den Psalmen, CTM A3, Stuttgart 1974.
- Persönliche Frömmigkeit und offizielle Religion. Religionsinterner Pluralismus in Israel und Babylon, CTM A9, Stuttgart 1978.
- Der Gott des Daniel. Untersuchungen zu Dan 4-6 in der Septuagintafassung sowie zu Komposition und Theologie des aramäischen Danielbuches, SBS 131, Stuttgart 1988.
- Der Mensch als Hüter seiner Welt. Alttestamentliche Bibelarbeiten zu Themen des konziliaren Prozesses, CTB 16, Stuttgart 1990.
- Religionsgeschichte Israels in alttestamentlicher Zeit, Bd. 1: Von den Anfängen bis zum Ende der Königszeit, Bd. 2: Vom Exil bis zu den Makkabäern, Grundrisse zum Alten Testament. ATD-Ergänzungsreihe 8/1+2, Göttingen 1992, 2. Aufl. Bd. I, Göttingen 1996; Bd. II, Göttingen 1997.
- A History of Israelite Religion in the Old Testament Period, Vol. I: From the Beginnings to the End of the Monarchy; Vol. II: From the Exile to the Maccabees (translated by J. Bowden), London 1994 = OTL, Louisville 1994. (Spanische Übersetzung: Madrid 1999; koreanische Übersetzung: Goyang 2003f.)
- Zorn über das Unrecht. Vom Glauben, der verändern will, Neukirchen-Vluyn 1996.
- „Zieh deine Schuhe aus ...!“ Von den Zumutungen Gottes, Leipzig 2001.
- Die Exilszeit. 6. Jahrhundert v. Chr., Biblische Enzyklopädie, Bd. VII, Stuttgart 2001. (Englische Übersetzung: Atlanta 2003)
- Geschichte und Theologie. Studien zur Exegese des Alten Testaments und zur Religionsgeschichte Israels (hrsg. von I. Kottsieper / J. Wöhrle unter Mitarbeit von G. Kern), Beihefte zur Zeitschrift für die alttestamentliche Wissenschaft 326, Berlin 2003.
- Elia. Ein feuriger Kämpfer für Gott, Leipzig 2006.
- Family and Household Religion in Ancient Israel and the Levant (zusammen mit R. Schmitt), Winona Lake, IN 2012.
- Exodus 1-18.19-40, 2 Bde., ZB.AT 2.1-2, Zürich 2012/2015.
- Pentateuchstudien (hrsg. von J. Wöhrle unter Mitarbeit von F. Neumann), FAT 117, Tübingen 2018.
- Die Josephsgeschichte im Pentateuch. Ein Beitrag zur Überwindung einer anhaltenden Forschungskontroverse, FAT 153, Mohr Siebeck, Tübingen 2021, ISBN 978-3-16-160099-9.